# Apertur

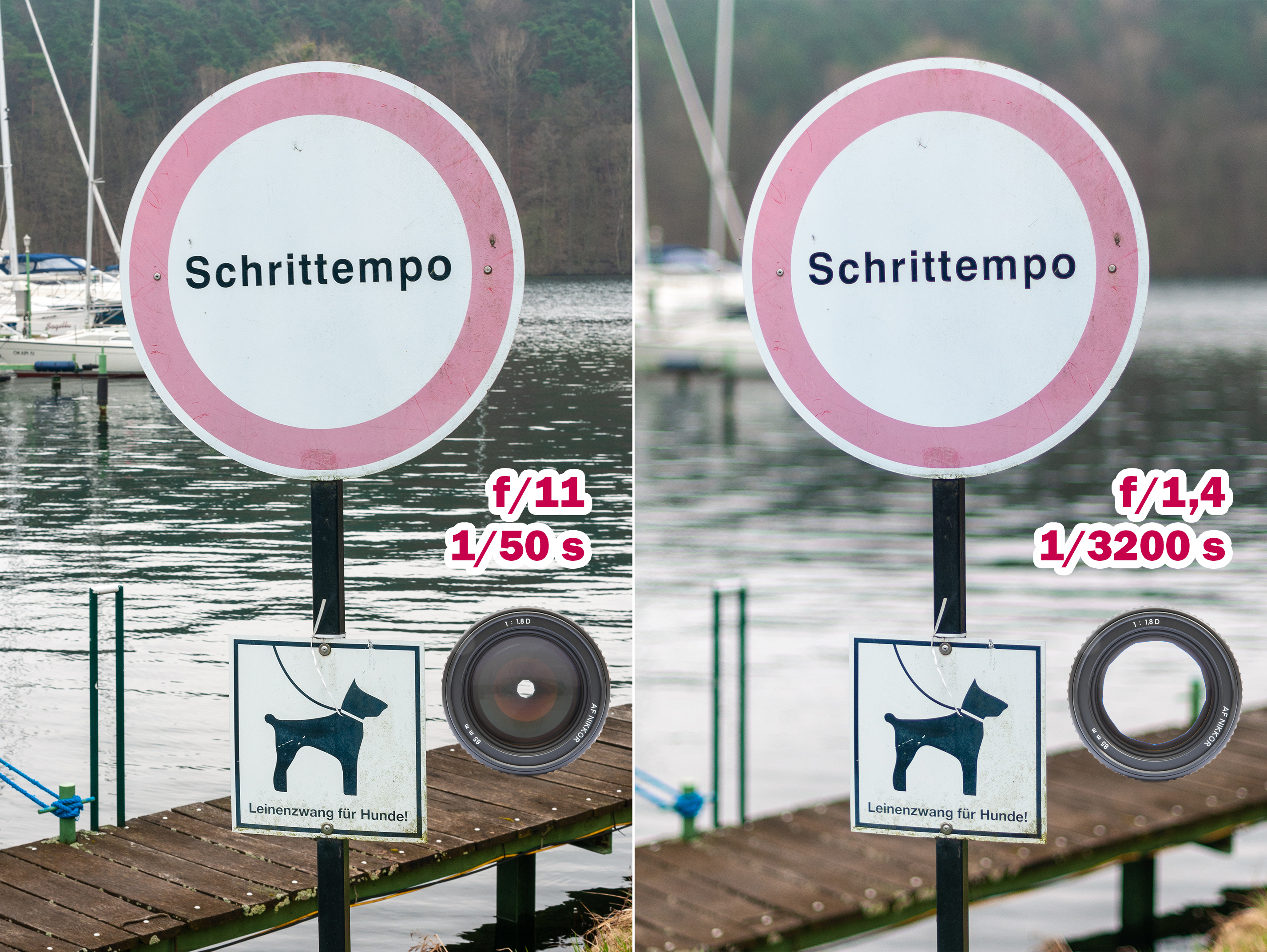
Auswirkung verschiedener Blendenöffnungen

Apertur (A) oder Öffnungsweite bezeichnet in der Optik die freie Öffnung oder deren Durchmesser, durch welche die Lichtstrahlen ausgesendet oder empfangen werden. Das bestimmende Bauteil wird Aperturblende genannt und ist in der Fotografie oft verstellbar, siehe Blendenzahl. Das objektseitige Bild der Apertur wird Eintrittspupille genannt, das bildseitige Austrittspupille. Bei Spiegelteleskopen bezeichnet die Apertur die Fläche des Hauptspiegels.
Wegen der Wellenbeugung hängt die Winkelauflösung vom Durchmesser im Verhältnis zur Wellenlänge der verwendeten Strahlung ab. So hat eine Radarantenne vom 1000-fachen Durchmesser der Pupille nur ein Zehntel des Auflösungsvermögens, weil die Wellenlänge des Radars 10.000-mal so groß ist wie die des sichtbaren Lichts (für die quantitative Beziehung siehe Rayleigh-Kriterium).
Durch kohärente Überlagerung lassen sich mehrere Aperturen auflösungssteigernd kombinieren; für Beispiele im optischen Bereich siehe die Kategorie Interferometrisches Teleskop. Durch die im Radiofrequenzbereich gegebene Möglichkeit kohärenter Signalverarbeitung lassen sich auch weit entfernte Aperturen kombinieren, siehe Langbasisinterferometrie, und aus dem Signal einer gegenüber einem starren Objekt bewegten Antenne eine synthetische Apertur berechnen.
Die Fläche der Apertur (z. B. einer Flächenantenne oder eines Teleskops) bestimmt die aus einer ebenen Welle aufgenommene Leistung. Diese verteilt sich bei einer abbildenden Optik auf die Fläche des Bildes, dessen Größe mit der Brennweite zunimmt, sodass das Verhältnis Aperturdurchmesser/Brennweite als Lichtstärke des Objektivs bezeichnet wird. Dass bei formal gleicher Lichtstärke eine Handykamera bei schwachen Lichtverhältnissen einer größeren Kamera unterlegen ist, liegt vor allem daran, dass sie durch die kleinere Fläche der Apertur weniger Licht einfangen kann.
Dieses Verhältnis, genauer: die numerische Apertur, bestimmt auch die räumliche Auflösung einer fokussierenden Optik, etwa eines Mikroskops, im Verhältnis zur Wellenlänge.